# Arnau Bosquet

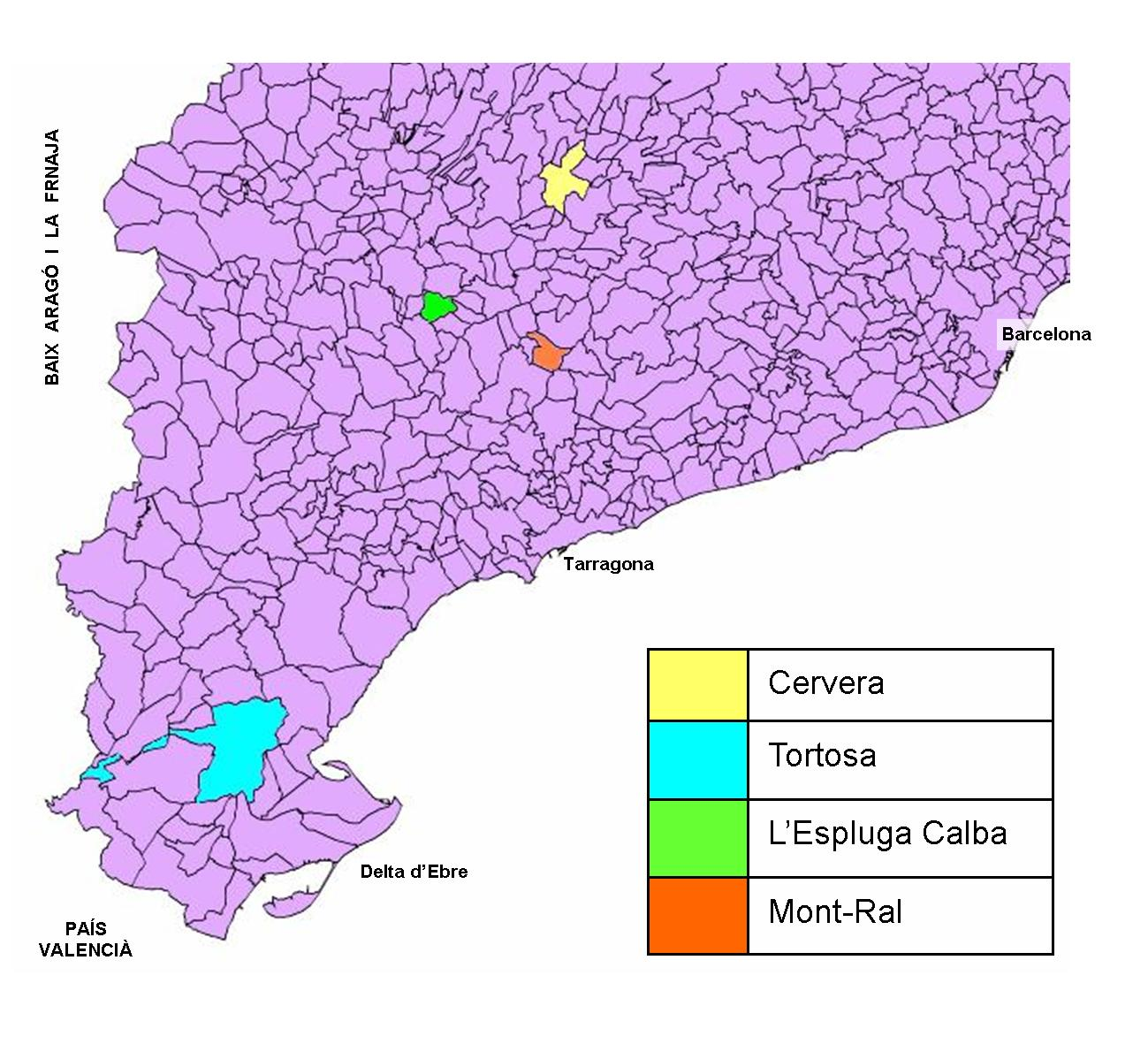
Pobles anomenats en l'article d'Arnau Bosquet

Arnau Bosquet és el nom de diverses generacions de nobles catalans, que van participar en la dominació militar de territoris poc o gens cristianitzats durant el segle xii. Hi ha incertesa respecte a l'origen de l'Arnau Bosquet que hi participà en el setge i conquesta de Tortosa, 1148. Sembla que provenia de Cervera.
La carta de poblament de l'Espluga Calba (Les Garrigues) data del 1148, quan Lleida encara era sarraïna, i fou atorgada en el setge de Tortosa per Ramon Berenguer IV, que feu donació del castell de l'Espluga Calba amb la seva vila closa i territori del voltant a un grup de cinc famílies (les del batlle Porcell de Cervera, Vives de Cruzillada, Guillem Bertran, Arnau Bosquet i Mir de Fluvià) com a pagament pels serveis militars.
Hi ha una entitat anomenada Bosquet a la població de Mont-ral, a uns 24 quilòmetres de l'Espluga Calba, que pot procedir del cognom del noble Arnau. Posteriorment, pot haver originat part dels llinatges Bosquet que és freqüent a les comarques del Tarragonès, el Baix Camp i el Camp de Tarragona.
Segons l'historiador Fernando González del Campo Román, pareix que és en el segle xii quan es fa general entre els nobles, almenys entre els homes, l'ús hereditari de la part toponímica del cognom per indicar llur llinatge.
Seria llavors possible que l'Arnau Bosquet que va prendre possessió de l'Alqueria de Xeraco l'any 1248 -Llibre del Repartiment del Regne de València- fóra descendent d'aquell esmentat abans, que també va prendre possessió compartida de l'Espluga Calba el 1148.